# Chile nos Jogos Olímpicos de Inverno da Juventude de 2012
O Chile participou dos Jogos Olímpicos de Inverno da Juventude de 2012, realizados em Innsbruck, na Áustria. A delegação nacional contou com um total de cinco atletas, que disputaram três distintas modalidades.

## Esqui alpino
Chile qualificou dois atletas de ambos os sexos para as disputas nessa modalidade.
Masulino
| Atleta               | Evento              | Final     | Final     | Final   | Final |
| Atleta               | Evento              | Descida 1 | Descida 2 | Total   | Pos.  |
| -------------------- | ------------------- | --------- | --------- | ------- | ----- |
| Sebastian Echeverría | Slalom              | 43.52     | DNF       | DNF     | DNF   |
| Sebastian Echeverría | Slalom gigante      | 58.13     | DNF       | DNF     | DNF   |
| Sebastian Echeverría | Super G masculino   |           |           | 1:07.59 | 21    |
| Sebastian Echeverría | Combinado masculino | 1:06.61   | 40.12     | 1:46.73 | 21    |

Feminino
| Atleta              | Evento         | Final     | Final     | Final | Final |
| Atleta              | Evento         | Descida 1 | Descida 2 | Total | Pos.  |
| ------------------- | -------------- | --------- | --------- | ----- | ----- |
| Macarena Montesinos | Slalom         | DNF       | DNF       | DNF   | DNF   |
| Macarena Montesinos | Slalom gigante | 1:03.67   | DNF       | DNF   | DNF   |

## Esqui estilo livre

### Esqui cross
Chile qualificou dois atletas de ambos os sexos para as disputas nessas modalidades.
Masculino
| Atleta                   | Evento                | Qualificação | Qualificação | 1/4 finais | Semifinais | Final     |
| Atleta                   | Evento                | Tempo        | Pos.         | Pos.       | Pos.       | Pos.      |
| ------------------------ | --------------------- | ------------ | ------------ | ---------- | ---------- | --------- |
| Juan Pablo Casas-Cordero | Esqui cross masculino | 59.46        | 13           | Cancelado  | Cancelado  | Cancelado |

Girl
| Atleta         | Evento               | Qualificação | Qualificação | 1/4 finais | Semifinais | Final     |
| Atleta         | Evento               | Tempo        | Pos.         | Pos.       | Pos.       | Pos.      |
| -------------- | -------------------- | ------------ | ------------ | ---------- | ---------- | --------- |
| Elisa Guerrero | Esqui cross feminino | 1:03.82      | 11           | Cancelado  | Cancelado  | Cancelado |

## Snowboard
Chile qualificou um atleta para estas disputas.
Masculino
| Atleta        | Evento               | Qualificação | Qualificação | Qualificação | Semifinal | Semifinal | Semifinal | Final     | Final     | Final |
| Atleta        | Evento               | Descida 1    | Descida 2    | Pos.         | Descida 1 | Descida 2 | Pos.      | Descida 1 | Descida 2 | Pos.  |
| ------------- | -------------------- | ------------ | ------------ | ------------ | --------- | --------- | --------- | --------- | --------- | ----- |
| Andre Escobar | Slopestilo masculino | 43.75        | 66.75        | 8 Q          |           |           |           | 32.75     | 60.00     | 9     |